# Astros (canción)
«Astros» es una canción y sencillo del grupo musical de Argentina Ciro y los Persas, escrita por Carolina de la Presa. Incluida en su segundo álbum de estudio titulado, 27 del año 2012. Es una canción de género pop rock, lanzada como sencillo el día 2 de noviembre de 2012. Es una de las canciones más exitosas y emblemáticas del grupo musical, considerada por muchos como una de las mejores canciones del grupo.

## Video musical
El video musical fue publicado en la plataforma de YouTube el 2 de noviembre de 2012, en la cuenta oficial del grupo musical. Muestra el registro oficial de grabación del segundo álbum de estudio titulado 27. Cuenta con más de 50 millones de visualizaciones. También se puede notar que el vocalista, Andrés Ciro Martínez lleva puesta una remera del grupo musical de Australia AC/DC.

## Letra
La letra fue escrita por Carolina de la Presa, quien fue la mujer del vocalista del grupo musical, Andrés Ciro Martínez. La letra fue escrita en los años 94, 95, antes de que el grupo musical de Argentina Los Piojos lanzaran el tercer disco de estudio que se tituló 3er arco, Ciro le pidió la letra a Carolina, quien no se la quería dar, pero al final accedió.

## Formación
Ciro y los Persas
- Andrés Ciro Martínez: Voz.
- Joao Marcos Cezar Bastos: Bajo.
- Juan Manuel Gigena Ábalos: Guitarra.
- Rodrigo Pérez: Guitarra.
- Julián Isod: Batería.

Invitado
- Miguel Ángel Rodríguez: Coros.